# Bishop's College School
Bishop's College School o BCS, fundada en 1836, es una prestigiosa escuela independiente sin fines de lucro y bilingüe en Sherbrooke, Quebec, Canadá, para estudiantes de los grados 7 a 12 (Formulario II a VII). BCS es la escuela independiente más antigua de Quebec y la cuarta más antigua que aún existe en Canadá, se encuentra en el corazón de los históricos Cantons-de-l'Est de Quebec.

## Historia

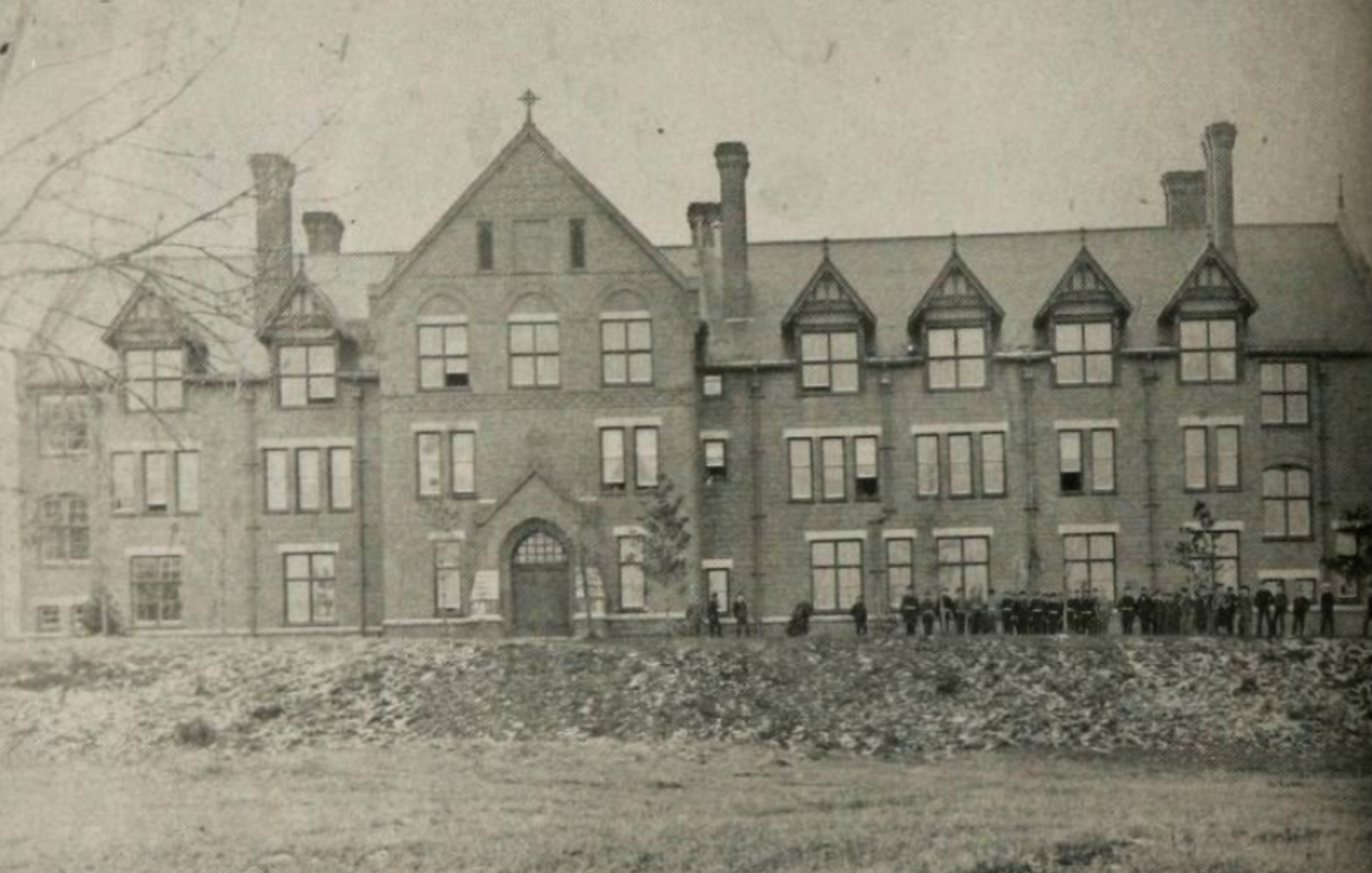
BCS 1885

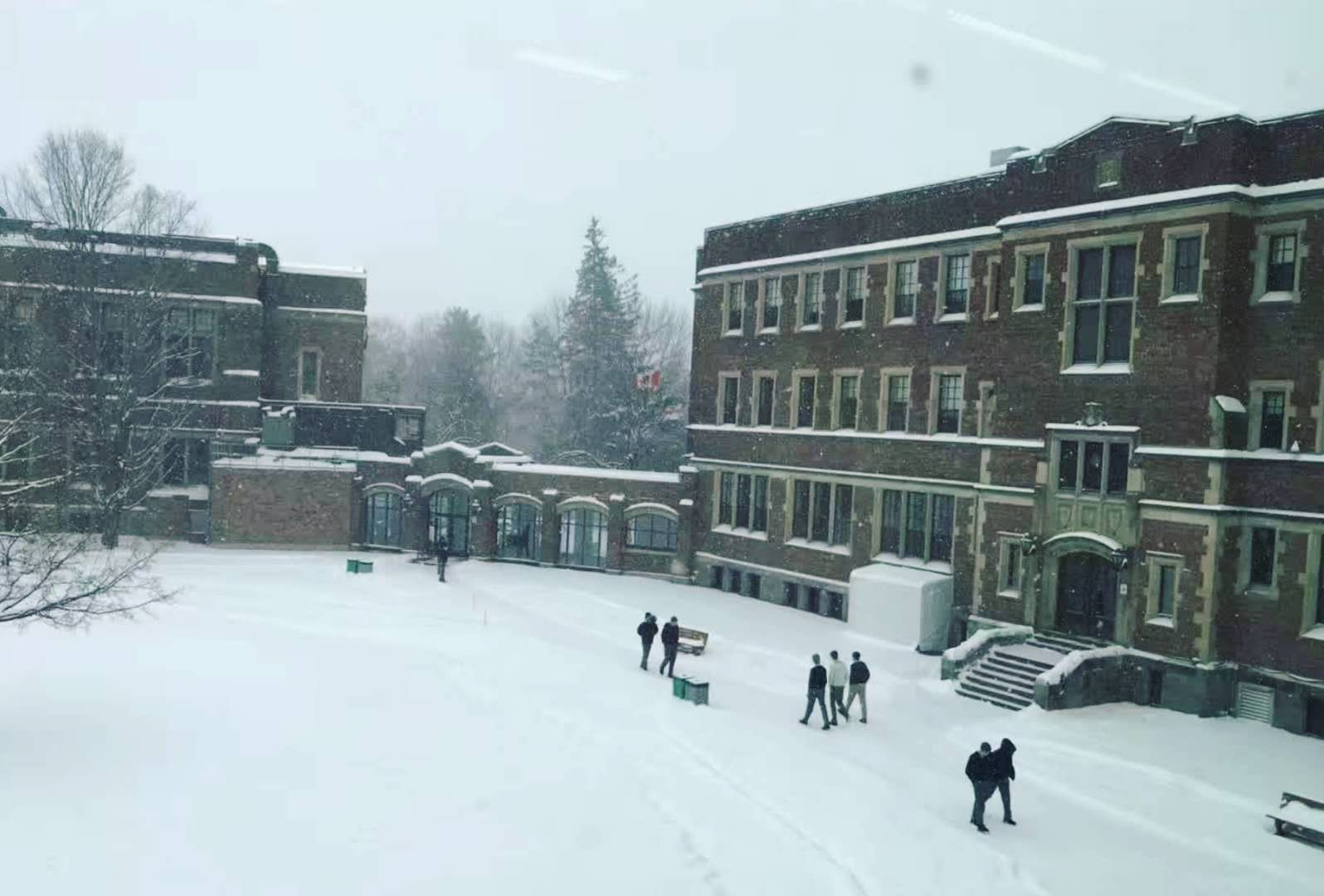
BCS Squad

BCS fue creado como una escuela clásica de Lennoxville por el Rev. Lucius Doolittle (1800-1862) y asistido por Edward Chapman (M.A., Universidad de Cambridge). Tradicionalmente, la escuela daba la bienvenida a los hijos de los residentes de Golden Square Mile y estaba afiliada como cuidadora en Bishop's University. Incluso hoy, único en Canadá, los estudiantes de Secundaria VI (grado 12) en la escuela pueden ser elegibles para tomar cursos de crédito en Bishop's University para obtener créditos de transferencia. Algunas instalaciones de Bishop's University son compartidas, como la piscina, el campo de golf, las pistas de hielo, la biblioteca, etc. "Obispo" en su nombre proviene del obispo de Quebec, Gorge Mountain (Doctor en Derecho, Oxford), quien también fue el primer director de la Universidad McGill de 1824 a 1835 y el fundador de la Universidad Bishop. 
El BCS Cadet Corps # 2, el cuerpo de servicio militar continuo más antiguo de Canadá, se ha afiliado a The Black Watch (Royal Highland Regiment) de Canadá en Quebec, Canadá desde 1936, así como a los Royal Canadian Army Cadets en 1879. Cientos de exalumnos se ofrecieron como voluntarios y lucharon por Canadá o Gran Bretaña (reino) durante la Primera Guerra Mundial y la Segunda Guerra Mundial. Más de 120 alumnos han sido sacrificados.

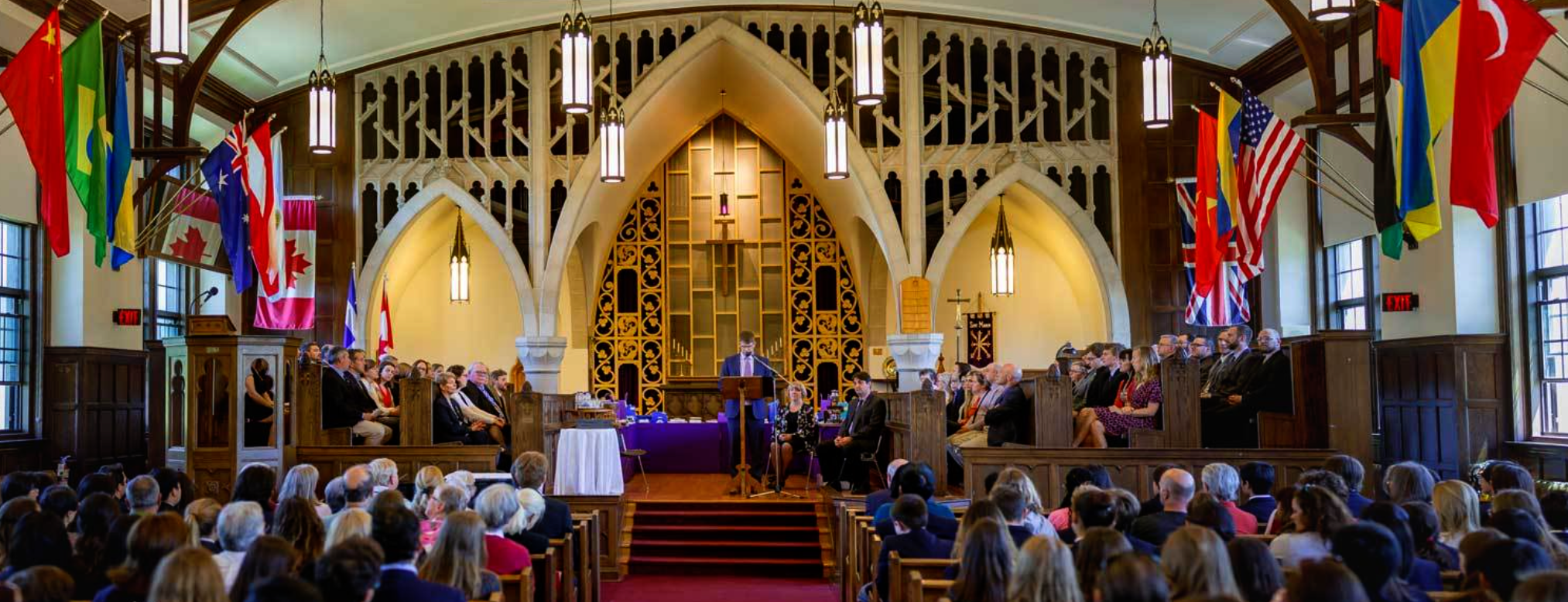
BCS Capilla

Se mantiene un vínculo con la familia de la monarquía canadiense (Gran Bretaña) gracias a varias visitas e inspecciones transmitidas por el rey Jorge V, Jorge VI, Eduardo VI, el gobernador general de Canadá, Lord Shaughnessy, el barón Janner, etc., ya sea durante sus visitas. real o sus estudios. En mayo de 1989, el duque de Edimburgo inspeccionó el cuerpo de cadetes con una multitud de dos mil personas y le otorgó el nuevo escudo de armas de la escuela.
BCS se mezcló en 1973 después de fusionarse con King's Hall Compton, su escuela gemela para niñas, convirtiendo a BCS en una de las primeras escuelas mixtas independientes en Canadá. En 1995, Nancy Layton fue nombrada directora de la escuela, convirtiéndose en la primera mujer en administrar un internado mixto en Canadá. A nivel académico, la escuela entrega el Bachillerato Internacional y los Diplomas Provinciales de Quebec y Nuevo Brunswick. La escuela ha sido miembro de Round Square desde 1986 y está afiliada a Canadian Accredited Independent Schools (CAIS), la Asociación de Escuelas Privadas de Quebec (QAIS), TABS, NAIS, etc.